# 광주광역시의 국가등록문화유산
대한민국의 국가등록문화재 가운데 광주광역시에 있는 국가등록문화재는 다음의 목록과 같다.
| 번호  | 사진 | 명칭                                                                              | 소재지                                        | 관리자 (단체)                   | 지정일                                         | 참조 |
| 16호  |      | 광주 전라남도청 구 본관 (光州 全羅南道廳 舊 本館)                                 | 광주 동구 광산동 13                           | 행정자치부, 전라남도            | 2002년 5월 31일 지정                           |      |
| 17호  |      | 광주 서석초등학교 본관·별관·체육관 (光州 瑞石初等學校 本館·別館·體育館)           | 광주 동구 제봉로82번길 26 (서석동)            | 광주광역시 동구청               | 2002년 5월 31일 지정                           |      |
| 94호  |      | 광주 조선대학교 본관 (光州 朝鮮大學校 本館)                                       | 광주 동구 서석동 375                          | 조선대학교                      | 2004년 9월 4일 지정                            |      |
| 95호  |      | 광주 수창초등학교 본관 (光州 壽昌初等學校 本館)                                   | 광주 북구 금남로 99 (북동)                    | 광주광역시교육청                | 2004년 9월 4일 지정                            |      |
| 96호  |      | 광주 전남대학교 인문대학 1호관 (광주 全南大學校 人文大學 一號館)                  | 광주 북구 용봉동 300                          | 전남대학교                      | 2004년 9월 4일 지정                            |      |
| 97호  |      | 광주교육대학교 본관 (光州敎育大學校 本館)                                         | 광주 북구 풍향동 1-1                          | 광주교육대학교                  | 2004년 9월 4일 지정                            |      |
| 146호 |      | 광주 장덕동 근대 한옥 (光州 長德洞 近代 韓屋)                                     | 광주 광산구 장덕로 96번길 15 (장덕동)         | .                               | 2004년 12월 31일 지정                          |      |
| 158호 |      | 광주 구 수피아여학교 수피아 홀 (光州 舊 수피아女學校 수피아 홀)                   | 광주 남구 백서로 13 (양림동)                  | .                               | 2005년 4월 15일 지정                           |      |
| 159호 |      | 광주 구 수피아여학교 커티스 메모리얼 홀 (光州 舊 수피아女學校 커티스 메모리얼 홀) | 광주 남구 백서로 13 (양림동)                  | .                               | 2005년 4월 15일 지정                           |      |
| 370호 |      | 광주 구 수피아여학교 윈스브로우 홀 (光州 舊 수피아女學校 윈스브로우 홀)           | 광주 남구 양림동 256번지                      | .                               | 2008년 2월 28일 지정                           |      |
| 589호 |      | 광주 조선대학교 부속중학교 구 교사                                                | 광주 동구 서석동 필문대로 309                 | 학교법인 조선대학교             | 2014년 7월 1일 지정                            |      |
| 590호 |      | 광주 조선대학교 의과대학 본관                                                     | 광주 동구 필문대로 365 (학동, 조선대학교병원) | 조선대학교                      | 2014년 7월 1일 지정                            |      |
| 644호 |      | 광주교육대학교 교육박물관                                                         | 광주 북구 풍향동 1-1                          | 국(교육부)                      | 2014년 10월 30일 지정                          |      |
| 681호 |      | 천주교 광주대교구청 브레디관                                                      | 광주 서구 상무대로 980 천주교광주대교구청     | 재단법인 광주구천주교회유지재단 | 2017년 4월 20일 지정                           |      |
| 694호 |      | 광주 관덕정                                                                       | 광주 남구 사직길 49                           | 광주광역시장                    | 2018년 8월 8일 지정예고, 2017년 10월 23일 지정 | ,    |